# Shandong Taishan
El Shandong Taishan (en chino tradicional, 山東泰山; en chino simplificado, 山东泰山; pinyin, Shāndōng Tàishān) es un club de fútbol de República Popular China de Jinan, Shandong y juega en la Superliga China. El naranja y blanco son los colores del club y su estadio es el Estadio del Centro Deportivo Olímpico Jinan que tiene un aforo de 56 808 asientos. Su actual accionista mayoritario es el Grupo Luneng, que es una filial de Shandong Electric Power Group bodyration, el mayor proveedor de energía eléctrica en la provincia de Shandong y parte de la Corporación Estatal de la Red Eléctrica de China.
El predecesor del club es el Shandong Provincial que se fundó el 10 de abril de 1956, en tanto el equipo de fútbol profesional actual se estableció el 2 de diciembre de 1993. Fueron uno de los miembros fundadores de la primera liga totalmente profesional en China. Desde entonces han llegado a ganar la ya extinta Liga Jia-A, su primer título profesional, en la temporada 1999. Es uno de los clubes más potentes del país y cuenta con tres títulos de SuperLiga China, los conquistados en las ediciones 2006, 2008 y 2010.

## Historia
El Shandong Taishan Club de Fútbol (denominación transliterada del idioma chino) es un club reciente, y como antecesores tuvo al Club Shandong Provincial creado en abril de 1956. El 2 de diciembre de 1993 se fundó el Shandong Taishan Club de Fútbol (en chino, 山东泰山足球俱乐部), posteriormente el 5 de enero de 1998 cambió su nombre a Shandong Luneng tras comprarlo el Grupo Shandong Luneng, el mayor proveedor de energía eléctrica en la provincia de Shandong. Pese a su reciente historia el Shandong Luneng ha ganado títulos importantes a nivel doméstico en los años 1990 y 2000.

## Palmarés

### Torneos nacionales (15)
- Superliga de China (5): 1999, 2006, 2008, 2010, 2021.
- Copa de China (8): 1995, 1999, 2004, 2006, 2014, 2020, 2021, 2022. (Récord).
- Copa de la Superliga China (1): 2004.
- Supercopa de China (1): 2015.

## Participación en competiciones de la AFC
| Temporada | Torneo                            | Ronda            | Club                    | Resultado        |
| --------- | --------------------------------- | ---------------- | ----------------------- | ---------------- |
| 2000–01   | Copa de Clubes de Asia            | 2                | Home United             | 3–0 (L), 3–1 (V) |
| 2000–01   | Copa de Clubes de Asia            | Cuartos de final | PSM Makassar            | 3–1 (N)          |
| 2000–01   | Copa de Clubes de Asia            | Cuartos de final | Júbilo Iwata            | 2–6 (N)          |
| 2000–01   | Copa de Clubes de Asia            | Cuartos de final | Suwon Samsung Bluewings | 0–6 (N)          |
| 2005      | AFC Champions League              | Grupo F          | Yokohama F. Marinos     | 1–0 (V), 2–1 (L) |
| 2005      | AFC Champions League              | Grupo F          | BEC Tero                | 1–0 (L), 4–0 (V) |
| 2005      | AFC Champions League              | Grupo F          | PSM Makassar            | 1–0 (V), 6–1 (L) |
| 2005      | AFC Champions League              | Cuartos de final | Al-Ittihad              | 1–1 (L), 2–7 (V) |
| 2007      | AFC Champions League              | Grupo G          | Adelaide United         | 1–0 (V), 2–2 (L) |
| 2007      | AFC Champions League              | Grupo G          | Seongnam Ilhwa Chunma   | 2–1 (L), 0–3 (V) |
| 2007      | AFC Champions League              | Grupo G          | Gach Dong Tam Long An   | 4–0 (L), 3–2 (V) |
| 2007      | Copa de Campeones A3              | Tabla            | Urawa Red Diamonds      | 4–3 (N)          |
| 2007      | Copa de Campeones A3              | Tabla            | Shanghai Shenhua        | 2–1 (N)          |
| 2007      | Copa de Campeones A3              | Tabla            | Seongnam Ilhwa Chunma   | 1–2 (N)          |
| 2009      | AFC Champions League              | Grupo F          | Gamba Osaka             | 0–3 (V), 0–1 (L) |
| 2009      | AFC Champions League              | Grupo F          | Sriwijaya               | 5–0 (L), 2–4 (V) |
| 2009      | AFC Champions League              | Grupo F          | FC Seoul                | 2–0 (L), 1–1 (V) |
| 2009      | Campeonato Pan-Pacífico de Clubes | Semifinales      | Suwon Samsung Bluewings | 0–1 (N)          |
| 2009      | Campeonato Pan-Pacífico de Clubes | Tercer Lugar     | Oita Trinita            | 1–2 (N)          |
| 2010      | AFC Champions League              | Grupo H          | Sanfrecce Hiroshima     | 1–0 (V), 2–3 (L) |
| 2010      | AFC Champions League              | Grupo H          | Adelaide United         | 0–2 (L), 1–0 (V) |
| 2010      | AFC Champions League              | Grupo H          | Pohang Steelers         | 0–1 (V), 1–2 (L) |
| 2011      | AFC Champions League              | Grupo G          | Jeonbuk Hyundai Motors  | 0–1 (V), 1–2 (L) |
| 2011      | AFC Champions League              | Grupo G          | Cerezo Osaka            | 2–0 (L), 0–4 (V) |
| 2011      | AFC Champions League              | Grupo G          | Arema                   | 1–1 (V), 5–0 (L) |
| 2014      | AFC Champions League              | Grupo E          | Buriram United          | 1–1 (L), 0–1 (V) |
| 2014      | AFC Champions League              | Grupo E          | Cerezo Osaka            | 3–1 (V), 1–2 (L) |
| 2014      | AFC Champions League              | Grupo E          | Pohang Steelers         | 2–2 (V), 2–4 (L) |
| 2015      | AFC Champions League              | Grupo E          | Becamex Bình Dương      | 3–2 (V), 3–1 (L) |
| 2015      | AFC Champions League              | Grupo E          | Jeonbuk Hyundai Motors  | 1–4 (L), 1–4 (V) |
| 2015      | AFC Champions League              | Grupo E          | Kashiwa Reysol          | 1–2 (V), 4–4 (L) |
| 2016      | AFC Champions League              | Grupo F          | Sanfrecce Hiroshima     | 2–1 (V), 1–0 (L) |
| 2016      | AFC Champions League              | Grupo F          | Buriram United          | 3–0 (L), 0–0 (V) |
| 2016      | AFC Champions League              | Grupo F          | FC Seoul                | 1–4 (L), 0–0 (V) |
| 2016      | AFC Champions League              | Segunda Ronda    | Sydney FC               | 1–1 (L), 2–2 (V) |
| 2016      | AFC Champions League              | Cuartos de final | FC Seoul                | 1–3 (V), 1–1 (L) |
| 2019      | AFC Champions League              | Play-off         | Hanoi FC                | 4–1 (L)          |
| 2019      | AFC Champions League              | Grupo E          | Gyeongnam FC            | 2–1 (L), 2–2 (V) |
| 2019      | AFC Champions League              | Grupo E          | Kashima Antlers         | 2–2 (L), 2–1 (V) |
| 2019      | AFC Champions League              | Grupo E          | Johor Darul Ta'zim      | 2–1 (L), 0–1 (V) |
| 2019      | AFC Champions League              | Segunda Ronda    | Guangzhou Evergrande    | 2–1 (V), 2–3 (L) |
| 2022      | AFC Champions League              | Grupo F          | Lion City Sailors       | 0-3 (V), 0-0 (L) |
| 2022      | AFC Champions League              | Grupo F          | Daegu                   | 0–4 (L), 0-7 (V) |
| 2022      | AFC Champions League              | Grupo F          | Urawa Red Diamonds      | 0-5 (V), 0-5 (L) |

## Jugadores

### Números retirados
- 12 – Aficionados (el 12° jugador), retirado en febrero de 2017.[15]